# Nick Page
Nick Page (ur. 1 sierpnia 2002 w Hollywood) – amerykański narciarz dowolny specjalizujący się w jeździe po muldach, olimpijczyk z Pekinu 2022, mistrz świata juniorów.

## Udział w zawodach międzynarodowych
| Impreza                     | Rok  | Gospodarz            | Konkurencja    | Miejsce |                      |      |       |       |    |
| --------------------------- | ---- | -------------------- | -------------- | ------- | -------------------- | ---- | ----- | ----- | -- |
| Impreza                     | Rok  | Gospodarz            | Konkurencja    | Miejsce | Igrzyska olimpijskie | 2022 | Pekin | muldy | 5. |
| Mistrzostwa świata          | 2021 | Ałmaty               | muldy          | 18.     |                      |      |       |       |    |
| Mistrzostwa świata          | 2021 | Ałmaty               | muldy podwójne | 10.     |                      |      |       |       |    |
| Mistrzostwa świata juniorów | 2022 | Chiesa in Valmalenco | muldy          | DNS     |                      |      |       |       |    |
| Mistrzostwa świata juniorów | 2022 | Chiesa in Valmalenco | muldy podwójne | 01 !    |                      |      |       |       |    |
| Mistrzostwa świata          | 2023 | Bakuriani            | muldy          | 15.     |                      |      |       |       |    |
| Mistrzostwa świata          | 2023 | Bakuriani            | muldy podwójne | 7.      |                      |      |       |       |    |
| Mistrzostwa świata          | 2025 | Engadyna             | muldy          | 4.      |                      |      |       |       |    |
| Mistrzostwa świata          | 2025 | Engadyna             | muldy podwójne | 14.     |                      |      |       |       |    |